# Different Gear, Still Speeding
Different Gear, Still Speeding — дебютный альбом английской рок-группы Beady Eye. Выход пластинки состоялся 28 февраля 2011 года.

## Об альбоме
Продюсером альбома выступил многократный обладатель «Грэмми» Стив Лиллиуайт, сотрудничавший с такими исполнителями, как U2, The Rolling Stones, 30 Seconds To Mars, Crowded House и The Pogues.
Лиам Гэллахер назвал пластинку своей лучшей работой, сравнив с дебютным альбомом Oasis Definitely Maybe и признав, что первая вышла удачнее.
Название альбома можно перевести, как Другая передача, продолжаем ускоряться (нечто среднее между «жив курилка» и «от перестановки слагаемых сумма не изменяется») — своеобразное заявление серьёзности своих намерений скептически настроенным поклонникам Oasis.
18 декабря 2010 30-секундные превью каждого трека с альбома «утекли» во французский iTunes.

## Список композиций
| №   | Название                            | Автор(ы)      | Длительность |
| --- | ----------------------------------- | ------------- | ------------ |
| 1.  | «Four Letter Word»                  | Энди Белл     | 4:22         |
| 2.  | «Millionaire»                       | Энди Белл     | 3:19         |
| 3.  | «The Roller»                        | Гем Арчер     | 3:35         |
| 4.  | «Beatles and Stones»                | Лиам Галлахер | 2:56         |
| 5.  | «Wind Up Dream»                     | Гем Арчер     | 3:27         |
| 6.  | «Bring the Light»                   | Лиам Галлахер | 3:43         |
| 7.  | «For Anyone»                        | Лиам Галлахер | 2:15         |
| 8.  | «Kill for a Dream»                  | Энди Белл     | 4:39         |
| 9.  | «Standing on the Edge of the Noise» | Гем Арчер     | 2:52         |
| 10. | «Wigwam»                            | Лиам Галлахер | 6:39         |
| 11. | «Three Ring Circus»                 | Гем Арчер     | 3:09         |
| 12. | «The Beat Goes On»                  | Энди Белл     | 4:45         |
| 13. | «The Morning Son»                   | Лиам Галлахер | 6:03         |

| №   | Название            | Автор(ы)                          | Длительность |
| --- | ------------------- | --------------------------------- | ------------ |
| 14. | «Man of Misery»     | Лиам Галлахер/Гем Арчер/Энди Белл | 1:56         |
| 15. | «Sons of the Stage» | Гордон Кинг/Тони Огден            | 4:38         |

| №   | Название                | Автор(ы)                          | Длительность |
| --- | ----------------------- | --------------------------------- | ------------ |
| 14. | «Sons of the Stage»     | Гордон Кинг/Тони Огден            | 4:38         |
| 15. | «World Outside My Room» | Лиам Гэллахер/Гем Арчер/Энди Белл | 4:21         |

## Специальное издание
Специальное издание будет включать DVD со следующими видео:
| №  | Название                     | Длительность |
| -- | ---------------------------- | ------------ |
| 1. | «RAK Them Out» (Documentary) |              |
| 2. | «Bring The Light» (Video)    |              |
| 3. | «Four Letter Word» (Video)   |              |
| 4. | «Sons Of The Stage» (Video)  |              |

## Би-сайды и бонус-треки
- Сопровождающая Bring the Light на семидюймовом виниловом сингле кавер-версия песни Sons Of The Stage группы World Of Twist.
- Перезаписанная версия Man Of Misery, которую Лиам Гэллахер использовал в качестве музыкальной темы рекламной кампании Pretty Green 2009 года, хотя в то время песня считалась сольной композицией.